# Epiphloea
Epiphloea Trevis – rodzaj grzybów z rodziny galaretnicowatych (Collemataceae). Ze względu na współżycie z glonami zaliczany jest do grupy porostów.

## Systematyka i nazewnictwo
Pozycja w klasyfikacji według Index Fungorum: Collemataceae, Peltigerales, Lecanoromycetidae, Lecanoromycetes, Pezizomycotina, Ascomycota, Fungi.
Po raz pierwszy opisał go w 1821 r. Vittore Benedetto Antonio Trevisan de Saint-Léon i nadana przez niego nazwa naukowa jest ważna. Synonimy nazwy naukowej:
- Amphidium Nyl., in Crombie 1876
- Latzelia Zahlbr., in Engler & Prantl 1926

Gatunki:
- Epiphloea byssina (Hoffm.) Henssen & P.M. Jørg. 2007 – tzw. pakość ziarenkowata
- Epiphloea terrena (Nyl.) Trevis. 1880

Nazwy naukowe według Index Fungorum. Nazwa polska według W. Fałtynowicza
W Polsce występuje Epiphloea byssina, podana przez W. Fałtynowicza jako Leptogium byssinum.